# Tüwschindschargalyn Enchdschargal
Tüwschindschargalyn Enchdschargal (mongolisch Түвшинжаргалын Энхжаргал, * 14. Juni 1992 in Ulaanbaatar) ist eine ehemalige mongolische Radsportlerin, die seit 2013 auf der Straße Rennen bestreitet. Sie wurde in diesem Jahr Asiatische Meisterin im Einzelzeitfahren.

## Sportliche Laufbahn

### Schwimmen und Triathlon
Enchdschargal begann im Alter von sieben Jahren mit dem Schwimmsport. Sie wurde als Juniorin 2004 und 2005 Landesmeisterin sowie 2004 Landesmeisterin im Tennis. Den Titel im Schwimmen wiederholte sie 2006 sowie 2007. Im folgenden Jahr wechselte sie zum Triathlon. Sie kam 2010 bei den Asienspielen auf Platz 11 und bei den Olympischen Jugend-Sommerspielen auf die Plätze 28 sowie 15 im Mixed.

### Radsport
Enchdschargal war hauptsächlich bei asiatischen Meisterschaften erfolgreich. Sie wurde 2013 Meisterin und errang 2014 sowie 2015 jeweils die Bronzemedaille im Einzelzeitfahren auf der Straße. Es waren jeweils die einzigen Medaillen für die Mongolei. 
Bei den UCI-Straßen-Weltmeisterschaften 2013 und 2015 kam Enchdschargal in ihrer Disziplin auf die Plätze 34 sowie 38. Daneben wurde sie viermal Landes- und zweimal Vizemeisterin in ihrem Heimatland.

## Erfolge (Straßenradsport)
2013
- Asienmeisterin – Einzelzeitfahren

2014
- Asienmeisterschaft – Einzelzeitfahren

2015
- Asienmeisterschaft – Einzelzeitfahren
- Mongolische Meisterin – Einzelzeitfahren
- Mongolische Meisterin – Straßenrennen

2016
- Mongolische Meisterin – Einzelzeitfahren
- Mongolische Meisterin – Straßenrennen

2018
- Mongolische Vizemeisterin – Einzelzeitfahren
- Mongolische Vizemeisterin – Straßenrennen